# Kisielice (gromada)
Kisielice – dawna gromada, czyli najmniejsza jednostka podziału terytorialnego Polskiej Rzeczypospolitej Ludowej w latach 1954–1972.
Gromady, z gromadzkimi radami narodowymi (GRN) jako organami władzy najniższego stopnia na wsi, funkcjonowały od reformy reorganizującej administrację wiejską przeprowadzonej jesienią 1954 do momentu ich zniesienia z dniem 1 stycznia 1973, tym samym wypierając organizację gminną w latach 1954–1972.
Gromadę Rudzienice z siedzibą GRN w Kisielicach (wówczas wsi) utworzono – jako jedną z 8759 gromad na obszarze Polski – w powiecie suskim w woj. olsztyńskim na mocy uchwały nr 26 WRN w Olsztynie z dnia 4 października 1954. W skład jednostki weszły obszary dotychczasowych gromad Kisielice, Limża i Łodygowo oraz miejscowość Biskupiczki z dotychczasowej gromady Biskupiczki ze zniesionej gminy Kisielice, a także miejscowości Łęgowo i Pęczkowo z dotychczasowej gromady Łęgowo ze zniesionej gminy Jędrychowo, w tymże powiecie. Dla gromady ustalono 27 członków gromadzkiej rady narodowej.
1 stycznia 1959 do gromady Kisielice włączono miejscowości Galinowo i Butowo ze zniesionej gromady Trumieje w tymże powiecie i województwie. Tego samego dnia powiat suski przemianowano na powiat iławski.
1 stycznia 1960 do gromady Kisielice włączono obszar zniesionej gromady Goryń w tymże powiecie.
30 czerwca 1968 do gromady Kisielice włączono wsie Klimy i Pławty Wielkie, osady Pachołki, Pławty Małe i Potoczek oraz leśniczówkę Nowiny ze zniesionej gromady Klimy w tymże powiecie.
22 grudnia 1971 do gromady Kisielice włączono miejscowości Augustynowo, Jędrychowo, Ogrodzieniec i Wola ze zniesionej gromady Jędrychowo w tymże powiecie.
Gromada przetrwała do końca 1972 roku, czyli do kolejnej reformy gminnej. 1 stycznia 1973 – tym razem w powiecie iławskim – reaktywowano gminę Kisielice.